# فشار دینامیکی بیشینه

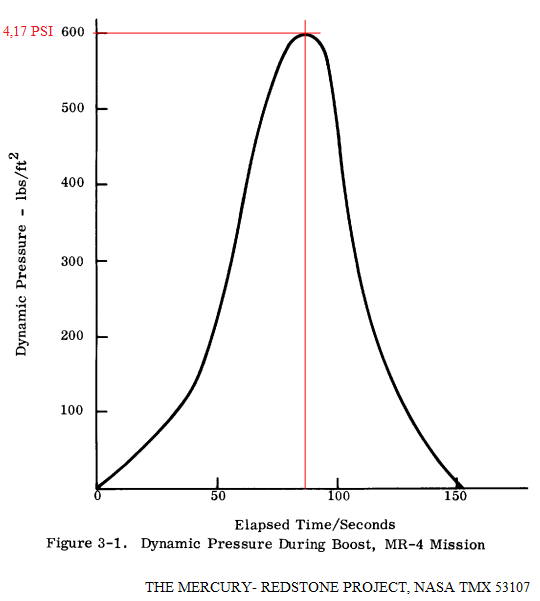
نمودار فشار دینامیکی در طول پرواز MR-4 موشک مرکوری-ردستون

فشار دینامیکی بیشینه (max q) نقطه‌ای است که فضاپیما به حداکثر فشار دینامیکی می‌رسد.
فشار دینامیکی q از نظر ریاضی به این صورت تعریف می‌شود:
{\displaystyle q={\tfrac {1}{2}}\,\rho \,v^{2},}
که در آن ρ چگالی هوا و v سرعت فضاپیما است.

## نمونه‌های پرتاب موشک
به عنوان مثال، در هنگام پرتاب شاتل فضایی، مقدار مکس کیو ۰٫۳۲ اتمسفر در ارتفاع تقریبی ۱۱ کیلومتر (۳۶٬۰۰۰ فوت) است. سه موتور اصلی شاتل فضایی با نزدیک شدن فشار دینامیکی به مکس کیو به حدود ۶۰–۷۰٪ از مقدار رانش خود کم می‌کند و پس از عبور از مکس کیو مجدداً مقدار رانش بیشتر می‌شود.